# Campionati del mondo di ciclismo su strada 2015 - Cronometro maschile Junior
La cronometro maschile Junior dei Campionati del mondo di ciclismo su strada 2015 si svolse il 22 settembre 2015 con arrivo a Richmond, negli Stati Uniti, su un percorso totale di 30 km. La medaglia d'oro fu vinta dal tedesco Leo Appelt con il tempo di 37'45"01, l'argento dallo statunitense Adrien Costa e il bronzo dall'altro statunitense, Brandon McNulty.
Accreditati alla partenza 57 ciclisti, tutti arrivati al traguardo.

## Classifica (Top 10)
| Pos. | Corridore          | Squadra     | Tempo     |
| ---- | ------------------ | ----------- | --------- |
| 1    | Leo Appelt         | Germania    | 37'45"01  |
| 2    | Adrien Costa       | Stati Uniti | a 17"22   |
| 3    | Brandon McNulty    | Stati Uniti | a 59"74   |
| 4    | Keagan Girdlestone | Sud Africa  | a 1'07"73 |
| 5    | Gino Mäder         | Svizzera    | a 1'11"38 |
| 6    | Jasper Philipsen   | Belgio      | a 1'22"59 |
| 7    | Niklas Larsen      | Danimarca   | a 1'34"70 |
| 8    | Tobias Foss        | Norvegia    | a 1'35"73 |
| 9    | Ilya Gorbushin     | Kazakistan  | a 1'52"67 |
| 10   | Alexys Brunel      | Francia     | a 1'52"82 |